# Prywatna praktyka
Prywatna praktyka (ang. Private Practice) – amerykański serial telewizyjny stacji ABC, wymyślony przez Shondę Rhimes. Spin-off opowiada o dalszych losach bohaterki Chirurgów – Addison Montgomery, granej przez aktorkę Kate Walsh. Po rozwodzie z Derekiem postanawia odmienić swoje życie w prywatnej klinice przyjaciół w Los Angeles.
Serial nadawany był od 26 września 2007 do 22 stycznia 2013. Przez 5 serii emitowany w każdą środę, a finałowa seria we wtorki. Dwa spośród odcinków 3 sezonu serialu Chirurdzy były jednocześnie pilotami Prywatnej praktyki. W piątek 7 marca 2008 odbyła się polska premiera serialu na kanale Fox Life.

## Obsada
Legenda:
| Główna Drugoplanowa Gościnnie |

| Aktor             | Rola                  | Specjalizacja                                                                      | Sezon | Sezon | Sezon | Sezon | Sezon | Sezon |
| Aktor             | Rola                  | Specjalizacja                                                                      | 1     | 2     | 3     | 4     | 5     | 6     |
| ----------------- | --------------------- | ---------------------------------------------------------------------------------- | ----- | ----- | ----- | ----- | ----- | ----- |
| Kate Walsh        | Addison Montgomery    | neonatologia, ginekologia                                                          |       |       |       |       |       |       |
| Tim Daly          | Pete Wilder           | medycyna niekonwencjonalna, choroby zakaźne, intensywna terapia, lekarz bez granic |       |       |       |       |       |       |
| Audra McDonald    | Naomi Bennett         | endokrynologia, leczenie bezpłodności                                              |       |       |       |       |       |       |
| Paul Adelstein    | Cooper Freedman       | pediatria                                                                          |       |       |       |       |       |       |
| KaDee Strickland  | Charlotte King        | urologia, seksuologia                                                              |       |       |       |       |       |       |
| Chris Lowell      | William „Dell” Parker | recepcjonista, pielęgniarz                                                         |       |       |       |       |       |       |
| Taye Diggs        | Sam Bennett           | Interna, kardiotorakochirurgia                                                     |       |       |       |       |       |       |
| Amy Brenneman     | Violet Turner         | psychiatria                                                                        |       |       |       |       |       |       |
| Brian Benben      | Sheldon Wallace       | psychiatria                                                                        |       |       |       |       |       |       |
| Caterina Scorsone | Amelia Shepherd       | neurochirurgia                                                                     |       |       |       |       |       |       |
| Benjamin Bratt    | Jake Reilly           | endokrynologia, leczenie bezpłodności                                              |       |       |       |       |       |       |
| Griffin Gluck     | Mason Warner          | uczeń                                                                              |       |       |       |       |       |       |

## Serie

### Seria 1
(2007)
Pierwszy odcinek został wyemitowany 26 września 2007 przez telewizję ABC. Ten sezon składa się z 9 odcinków. Został skrócony z powodu strajków scenarzystów.
W pierwszym sezonie Addison przeprowadza się ze Seattle do Los Angeles. Próbuje dostosować się w nowym miejscu pracy i do panujących tam zasad. W pierwszym sezonie poznajemy jej współpracowników. Wśród nich jest jej najlepsza przyjaciółka ze studiów Naomi Bennett – specjalista od płodności i jej były mąż Sam, który specjalizuje się w zakresie chorób wewnętrznych. W praktyce pracują także: psychiatra – Violet Turner, pediatra – Cooper Freedman, specjalista medycyny alternatywnej Pete Wilder i recepcjonista Dell Parker. Każdy z lekarzy ma swój udział finansowy w praktyce. Charlotte King, która jest szefem szpitala St. Ambrose Hospital często współpracuje z Oceanside Wellness poprzez jej relacje z Samem. Charlotte spotyka się z Cooperem jedynie dla seksu.

### Seria 2
(2008–2009)
Premiera 2 sezonu miała miejsce w USA 1 października 2008. Ten sezon liczy 22 odcinki.
Na początku drugiego sezonu praktyka ma finansowe problemy. Naomi przyznaje się Addison, że może stracić praktykę przez długi. Montgomery mówi Samowi prawdę o nie najlepszej kondycji finansowej Oceanside Wellness. W związku z tym Addison zostaje szefem praktyki. Na dodatek w tym samym budynku, gdzie mieści się Oceanside Wellness, powstaje nowa konkurencyjna praktyka. Prowadzona przez Charlotte, była przyczyną wielu kłótni między Cooperem a King. Burzliwa przyjaźń między Naomi a Samem. Rozterki miłosne Addison: na początku sezonu spotyka się Kevinem Nelsonem – policjantem w sekcji SWAT. Związek ten jednak nie przetrwał długo. Pod koniec sezonu Addison zakochuje się w kardiologu Noah Barnes, który okazuje się żonaty i oczekuje przyjścia na świat swojego dziecka. Sprawa komplikuje się, gdy Montgomery dowiaduje się, że Noah jest mężem jej pacjentki. Archer Montgomery, brat Addison, spowodował wiele problemów siostrze i Naomi. Miał agresywnego guza mózgu, który później został zdiagnozowany jako pasożyty. Addison prosiła o pomoc w uratowaniu życia jej bratu byłego męża, Dereka Sheperda. Montgomery odkrywa, że Archer oszukuje Naomi. Violet sypiała z dwoma mężczyznami jednocześnie. Jednym z nich był Sheldon – psycholog w konkurencyjnej praktyce, a drugim był Pete. Po pewnym czasie okazuje się, że Turner jest w ciąży. Nie wiadomo kto jest ojcem dziecka. Tymczasem Dell ma problemy z byłą dziewczyną Heather, z którą walczy o prawa do opieki nad córką, Betsy.

### Seria 3
(2009–2010)
23 kwietnia 2009 roku stacja ABC ogłosiła realizację 3 sezonu serialu, którego premiera odbyła się 1 października 2009. Sezon składa się z 23 odcinków.
Violet przeżyła atak Katie. Po tych wszystkich wydarzeniach postanawia oddać swojego syna, Lucasa Pete’owi. Addison i Sam zbliżają się do siebie, ale nie są parą. Oboje nie chcą zranić Naomi. Związek Coopera i Charlotte rozpada się. Dell podczas wybuchu traci Heather i o mały włos także Betsy. Addison i Pete są parą, co powoduje, że Addison coraz bardziej zbliża się do Lucasa. Violet chce odzyskać swoje dziecko z powrotem. Dochodzi do tego, że sąd decyduje kto ma sprawować opiekę nad Lucasem. Sheldon zaczyna spotykać się z Charlotte, a także z nią sypia. Maya, córka Sama i Naomi, zachodzi w ciążę i wychodzi za mąż za ojca swojego dziecka, Dinka. Siostra Dereka Sheperda, Amelia, przybywa do miasta. W finale sezonu Addison i Sam są parą. Charlotte musi wybrać między Cooperem a Sheldonem. Violet i Pete zbliżają się do siebie. Dell i Maya mają wypadek samochodowy. Ciężki stan Della jest pomijany. Maya przechodzi operację. Amelia próbuje ratować życie Della, ale dochodzi do niewydolności serca. Operacja Maya udaje się, zostaje ocalony jej rdzeń kręgowy, więc nie będzie sparaliżowana. Rodzi zdrową dziewczynkę, Olivię.

### Seria 4
(2010–2011)
Sezon 4 rozpoczął się 23 września 2010, a zakończył się w maju 2011. Ten sezon liczy 22 odcinki. Brian Benben i Caterina Scorsone dołączają na stałe do obsady serialu.
Sezon zaczyna się pogrzebem Della. Nie wiadomo co się stanie z jego córką, Betsy. Violet i Pete decydują się wreszcie na ślub. Chcą rozpocząć nowe życie, razem ze swoim synem Lucasem. Addison i Sam oznajmiają wszystkim w praktyce, że są parą. Co powoduje, że Naomi opuszcza miasto. Kobieta potrzebuje czasu, aby zaakceptować nowy związek jej byłego męża i najlepszej przyjaciółki. Charlotte i Cooper w swoim związku coraz bardziej się angażują. King zostaje zgwałcona w swoim biurze przez jednego z pacjentów szpitala, Lee McHenry’ego. Wiadomość o swoim gwałcie mówi jedynie Addison, którą prosi, żeby to zachowała tylko dla siebie, nawet Cooperowi nic nie mówiła. Później wszyscy w praktyce już wiedzą, ale za pierwszym razem Charlotte nie chce wskazać McHenry’ego. Kiedy dowiaduje się, że Violet została zgwałcona w college’u, postanawia wskazać swojego gwałciciela.

### Seria 5
(2011–2012)
ABC ogłosiło 10 stycznia 2011, że zamówiono 5 sezon „Prywatnej praktyki”.
Audra McDonald 9 lutego 2011 ogłosiła, że odchodzi z serialu i będzie grała jedynie gościnnie. Benjamin Bratt po odejściu Audry dołączył na stałe do obsady serialu. Wcielił się w Jake’a Reilly’ego, specjalistę od leczenia niepłodności z zastosowywaniem najnowszych technologii. Premierowy odcinek 5 sezonu został wyemitowany 29 września 2011. Nosił tytuł „God Laughs”.

### Seria 6
(2012–2013)
Stacja ABC oficjalnie ogłosiła 11 maja 2012, że zamówiła 6 sezon „Prywatnej praktyki”. Ten sezon będzie liczył jedynie 13 odcinków.
Tim Daly odchodzi z obsady i nie pojawił się w sezonie szóstym. Kate Walsh 12 czerwca 2012 ogłosiła, że po 6 sezonie odchodzi z serialu. Premierowy odcinek 6 sezonu został wyemitowany 25 września 2012. Tytuł odcinka premierowego to „Aftershock”. Stacja ABC ostatecznie podjęła decyzję, że ten sezon będzie ostatnim.

## DVD (polskie)

### Seria 1
- Tytuł polski: Prywatna praktyka – Sezon 1
- Tytuł oryginalny: Private Practice – Season 1
- Data wydania: 2009-06-16
- Dźwięk: DD 5.1, DD 2.0
- Obraz: 1.78:1
- Język oryginalny: angielski
- Język: polski, węgierski
- Napisy: angielski, polski, węgierski, hebrajski, grecki, turecki, bułgarski, słowacki, ukraiński, arabski, rumuński, serbski, chorwacki, słoweński
- Długość: 369 min.
- Liczba płyt: 3

### Seria 2
- Tytuł polski: Prywatna praktyka – Sezon 2
- Tytuł oryginalny: Private Practice – Season 2
- Data wydania: 2010-03-19
- Dźwięk: DD 5.1
- Obraz: 16:9
- Język oryginalny: angielski
- Język: polski, węgierski
- Napisy: angielski, polski,
- Długość: 876 min.
- Liczba płyt:6

### Seria 3
- Tytuł polski: Prywatna praktyka – Sezon 3
- Tytuł oryginalny: Private Practice – Season 3
- Data wydania: 2011-02-11
- Dźwięk: DD 5.1
- Obraz: 16:9
- Język oryginalny: angielski
- Język: polski 2.0, angielski 5.1, węgierski 2.0
- Napisy: polskie, angielskie, węgierskie, hebrajskie, greckie, bułgarskie, słowackie, rumuńskie i inne
- Długość: 989 min
- Liczba płyt:6